# Adygeja
Koordinaten: 44° 29′ N, 40° 12′ O
Die Republik Adygeja (von adygeisch Adyge: Tscherkessen; russisch Республика Адыгея/ Respublika Adygeja, adygeisch Адыгэ Республик) ist seit 1991 eine kleinere autonome Republik im Nordkaukasus im südlichen Teil Russlands. Ihre Hauptstadt ist Maikop (Myjeqwape).

## Geographie
Die Republik Adygeja liegt im Süden der Russischen Föderation und südöstlich der Großstadt Krasnodar. Das Territorium erstreckt sich somit von der südrussischen Steppe mit dem Fluss Kuban nach Süden bis zum Hauptkamm des Großen Kaukasus. Als wenig kompakter Landstreifen zwischen den Flüssen Laba und Kuban und beiderseits der Belaja ist Adygeja vollständig von der russischen Region Krasnodar umgeben.

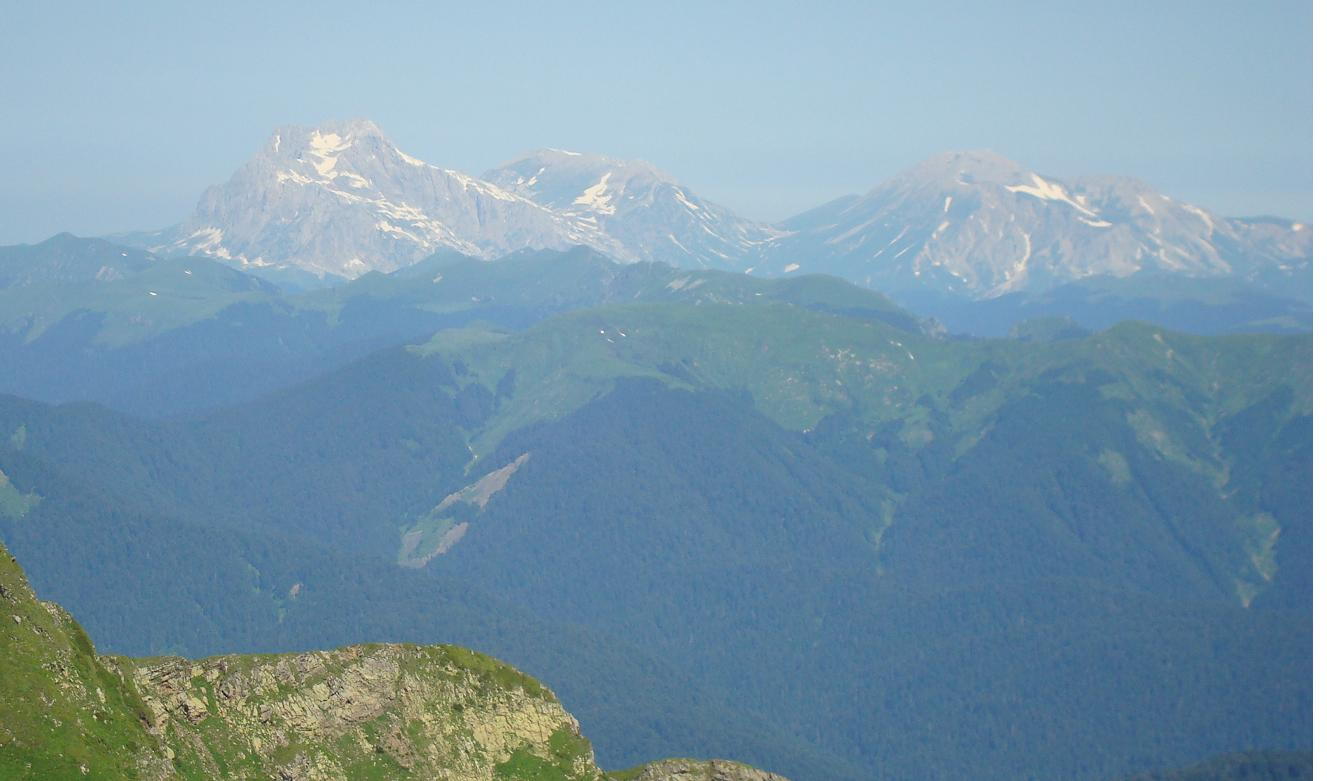
Der Fischt (adygeisch: Fyschtscht) links im Bild, das westlichste vergletscherte Massiv des Kaukasus

Am Kamm des Hochkaukasus stellt die Republik den größten Teil des Kaukasus-Naturreservates (Biosphärenreservat), eines beeindruckenden Schutzgebiets für die Bergwelt des Kaukasus. Dort liegen entlang der südlichen Grenze zur Region Krasnodar die höchsten Berge der Republik: Tschugusch (3238 m), Dschemaruk (3136 m), Tybga (3065 m), Uruschten (3021 m) und Dschuga (2976 m) sowie etwas abgesondert westlich davon das Massiv des Fischt (2867 m). Die Schwarzmeerküste bei Sotschi wird vom Gebiet Adygejas nicht erreicht. Im Nordwesten grenzt die Republik an den Krasnodarer Stausee.

## Verwaltungsgliederung

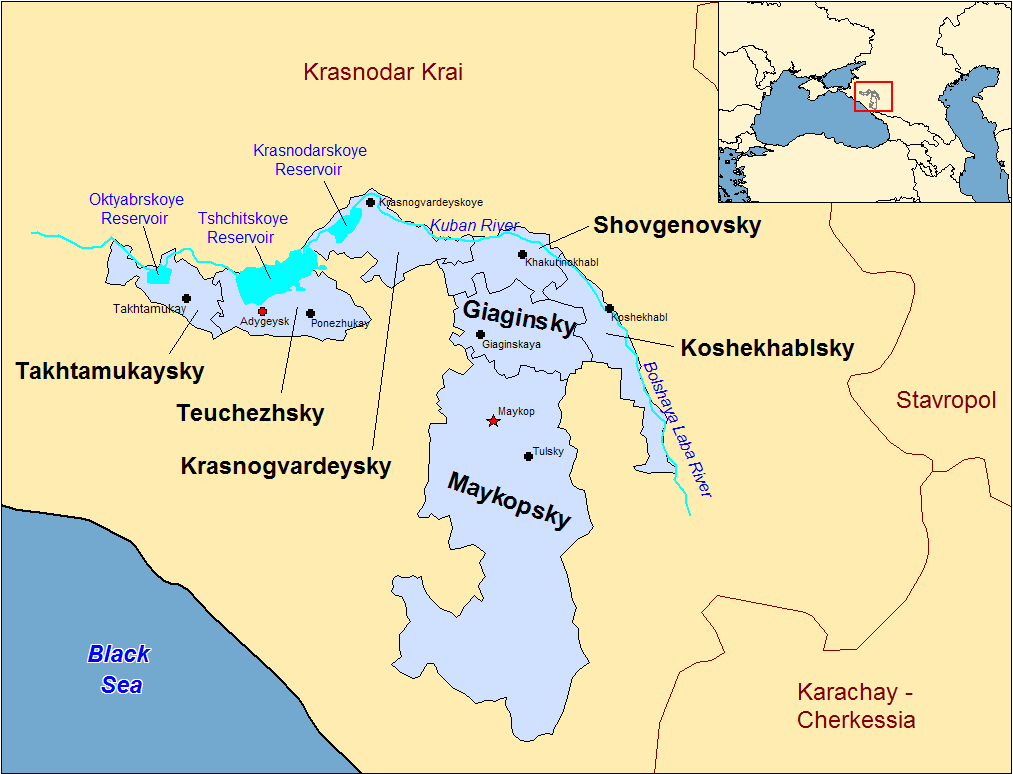
Verwaltungsgliederung der Republik Adygeja

Die Republik Adygeja gliedert sich in zwei Stadtkreise und sieben Rajons. Den Rajons sind insgesamt 5 Stadt- und 43 Landgemeinden unterstellt.

### Stadtkreise
| [ A 1 ] | Stadtkreis | Einwohner | Fläche (km²) | Bevölkerungs- dichte (Ew./km²) | Stadt- bevölkerung | Land- bevölkerung | Anzahl städtischer Siedlungen | Anzahl ländlicher Siedlungen |
| ------- | ---------- | --------- | ------------ | ------------------------------ | ------------------ | ----------------- | ----------------------------- | ---------------------------- |
| I       | Adygeisk   | 14.543    | 32           | 454                            | 12.226             | 2.317             | 1                             | 2                            |
| II      | Maikop     | 173.598   | 282          | 616                            | 154.740            | 18.858            | 1                             | 8                            |

### Rajons
| [ A 1 ] | Rajon            | Einwohner | Fläche (km²) | Bevölkerungs- dichte (Ew./km²) | Stadt- bevölkerung | Land- bevölkerung | Verwaltungssitz    | Weitere Orte      | Anzahl Stadt- gemeinden | Anzahl Land- gemeinden |
| ------- | ---------------- | --------- | ------------ | ------------------------------ | ------------------ | ----------------- | ------------------ | ----------------- | ----------------------- | ---------------------- |
| 1       | Giaginski        | 32.858    | 790          | 42                             | –                  | 32.858            | Giaginskaja        |                   | –                       | 5                      |
| 2       | Koschechablski   | 31.030    | 530          | 59                             | –                  | 31.030            | Koschechabl        |                   | –                       | 9                      |
| 3       | Krasnogwardeiski | 31.106    | 700          | 44                             | –                  | 31.106            | Krasnogwardeiskoje |                   | –                       | 6                      |
| 4       | Maikopski        | 58.899    | 3730         | 16                             | 18.154             | 40.745            | Tulski             |                   | 2                       | 8                      |
| 7       | Schowgenowski    | 15.359    | 530          | 29                             | –                  | 15.359            | Chakurinochabl     |                   | –                       | 6                      |
| 5       | Tachtamukaiski   | 66.331    | 440          | 151                            | 43.724             | 22.607            | Tachtamukai        | Enem, Jablonowski | 2                       | 3                      |
| 6       | Teutscheschski   | 19.444    | 710          | 27                             | 4.790              | 14.654            | Poneschukai        | Tljustenchabl     | 1                       | 6                      |

Anmerkungen:
1. 1 2  Nummer des Rajons/Stadtkreises (in alphabetischer Reihenfolge der Namen im Russischen)
2. 1 2  Einwohnerzahlen vom 1. Januar 2010 (Berechnung)
3. ↑  Siedlungen städtischen Typs bzw. Stadtgemeinden

## Städte und Orte

Adygeja im regionalen Zusammenhang

Die größten Ortschaften in der Republik sind neben der Hauptstadt Maikop die Orte Jablonowski, Enem und Giaginskaja. Die traditionellen Dörfer der Adygejer werden Aul genannt.
Städte und städtische Siedlungen

In der Republik Adygeja gibt es zwei Städte und drei Siedlungen städtischen Typs:
| Name             | Russischer Name | Rajon/Stadtkreis      | Einwohner (14. Oktober 2010) |
| ---------------- | --------------- | --------------------- | ---------------------------- |
| Adygeisk (Stadt) | Адыгейск        | Adygeisk (Stadtkreis) | 12.237                       |
| Enem             | Энем            | Tachtamukaiski        | 17.890                       |
| Jablonowski      | Яблоновский     | Tachtamukaiski        | 26.171                       |
| Maikop (Stadt)   | Майкоп          | Maikop (Stadtkreis)   | 144.249                      |
| Tljustenchabl    | Тлюстенхабль    | Teutscheschski        | 5.403                        |

Orte
17 let Oktjabrja, Abadsechskaja, Adami (Adygeja), Beloje, Beswodnaja, Bletschepsin, Bogursukow, Bolschesidorowskoje, Bschedugchabl, Chatschemsi, Chatukai (Adygeja), Chods (Adygeja, Koschechablski), Dachowskaja, Dagestanskaja, Djakow (Adygeja), Dmitrijewski, Dneprowski, Doguschijew, Druschba (Adygeja), Dschambetschi, Farsowski, Gatlukai, Gawerdowski, Georgijewskoje (Adygeja), Gontscharka, Graschdanski, Grosny (Adygeja, Maikopski, Kirowskoje), Grosny (Adygeja, Maikopski, Pobedenskoje), Guseripl, Ignatjewski, Jegeruchai, Jekaterinowski, Jelenowskoje, Kalinin (Adygeja), Karmir-Astch, Karmolino-Gidroizki, Karzew (Adygeja), Kasjonno-Kuschorski, Kelermesskaja, Kolchosny, Komintern (Adygeja), Komsomolski (Adygeja), Kosopoljanski, Kossinow, Krasnaja Ulka, Krasny (Adygeja, Koschechablski), Krasny Chleborob, Krasny Fars, Krasny Most, Krasny Pachar, Kurdschipskaja, Kurski (Adygeja), Kuschorskaja, Lesnoi (Adygeja), Machoschepoljana, Mafechabl, Maiski (Adygeja), Merkulajewka, Michelsonowski, Mirny (Adygeja, Krasnogwardeiskoje), Mirny (Adygeja, Maikop), Mitschurina, Nabereschny, Natyrbowo, Netschajewski, Nischni Airjum, Nowoalexejewski, Nowoprochladnoje, Nowosewastopolskoje, Nowoswobodnaja, Obraszowoje, Oktjabrski (Adygeja, Maikopski), Otradny (Adygeja, Koschechablski), Papenkow, Perwomaiski (Adygeja, Maikopski), Plodopitomnik, Pobeda (Adygeja, Maikopski, Kamennomostskoje), Pobeda (Adygeja, Maikopski, Pobedenskoje), Podgorny (Adygeja, Rajon Maikop), Podgorny (Adygeja, Stadtkreis Maikop), Politotdel, Preobraschenskoje (Adygeja), Priretschny, Pritschtowski, Progress (Adygeja), Proletarski (Adygeja), Psekups, Pustossjolow, Rodnikowy, Sadowoje (Adygeja), Sadowy (Adygeja), Sadowy (Adygeja, Maikopski, Krasnooktjabrskoje), Sadowy (Adygeja, Maikopski, Timirjasewskoje), Sapadny (Maikop), Saratowski (Adygeja), Schelownikow, Schischkinski, Schturbino, Sergijewskoje, Sewastopolskaja, Sewerny (Stadtkreis Maikop), Sewero-Wostotschnyje Sady, Smoltschew-Malinowski, Sowchosny, Sowetski (Adygeja), Spokoiny, Swobodny (Adygeja), Tabatschny, Tambowski, Timirjasewa, Tkatschow (Adygeja), Trjochretschny, Tschechrak (Adygeja, Koschechablski, Dmitrijewskoje), Tschechrak (Adygeja, Koschechablski, Maiskoje), Tscherjomuschkin, Tschumakow (Adygeja), Udobny, Uljap, Ust-Sachrai, Werchnenasarowskoje, Wessjoly (Adygeja, Maikop), Wessjoly (Adygeja, Maikopski, Abadsechskoje), Wessjoly (Adygeja, Maikopski, Kamennomostskoje), Wladimirowskoje, Wolnoje (Adygeja), Wolno-Wessjoly, Wolny (Adygeja), Zwetotschny

## Bevölkerung
Die namensgebenden Adygejer (Tscherkessen) bildeten bei keiner sowjetischen oder russischen Volkszählung eine Bevölkerungsmehrheit. Dennoch nimmt der Bevölkerungsanteil der Tscherkessen prozentual seit 1970 wieder zu. Bei der Volkszählung 2021 zählten die vier Volksgruppen (Adygejer, Kabardiner, Schapsugen und Tscherkessen), die gemeinsam das Volk der Tscherkessen bilden, zusammen 114.677 Personen (oder 25,68 % der ethnisch zuteilbaren Bevölkerung). Seit 1939 sind die Russen die anteilsmäßig bedeutendste Volksgruppe. Zahlenmäßig nahmen diese zwischen 1989 und 2010 ab. Die bedeutendsten Minderheiten bei der Volkszählung 2021 sind die (eigentlichen) Tscherkessen mit 16.133 (= 3,61 %), die Armenier mit 14.810 (= 3,3 %), die Kurden mit 5.233 (= 1,17 %), die Roma mit 2.908 (= 0,65 %), die Aserbaidschaner mit 2.270 (= 0,51 %) und die Tataren mit 2.060 (= 0,46 %) Personen. Amtssprachen sind Adygeisch und Russisch. Die Tscherkessen, Kurden und Tataren sind mehrheitlich Muslime. Die Mehrheit der Russen, Ukrainer und Armenier dagegen sind Christen. Außerdem leben noch heute Tausende Flüchtlinge aus den Unruheprovinzen im Nordkaukasus in Adygeja.
| Volksgruppe | VZ 1926 | VZ 1926 | VZ 1939 | VZ 1939 | VZ 1959 | VZ 1959 | VZ 1970 | VZ 1970 | VZ 1979 | VZ 1979 | VZ 1989 | VZ 1989 | VZ 2002 | VZ 2002 | VZ 20101 | VZ 20101 | VZ 20212 | VZ 20212 |
| Volksgruppe | Anzahl  | %       | Anzahl  | %       | Anzahl  | %       | Anzahl  | %       | Anzahl  | %       | Anzahl  | %       | Anzahl  | %       | Anzahl   | %        | Anzahl   | %        |
| --- | ------- | ------- | ------- | ------- | ------- | ------- | ------- | ------- | ------- | ------- | ------- | ------- | ------- | ------- | -------- | -------- | -------- | -------- |
| Adygejer3 | 50.821  | 44,8 %  | 55.048  | 22,8 %  | 65.908  | 23,2 %  | 81.478  | 21,1 %  | 86.388  | 21,4 %  | 95.439  | 22,1 %  | 108.115 | 24,2 %  | 107.048  | 25,2 %   | 98.138   | 22,0 %   |
| Russen | 29.102  | 25,6 %  | 171.960 | 71,1 %  | 200.492 | 70,4 %  | 276.537 | 71,7 %  | 285.626 | 70,6 %  | 293.640 | 68,0 %  | 288.280 | 64,5 %  | 270.714  | 63,6 %   | 287.778  | 64,4 %   |
| Armenier | 738     | 0,7 %   | 2.348   | 1,0 %   | 3.013   | 1,1 %   | 5.217   | 1,4 %   | 6.359   | 1,6 %   | 10.460  | 2,4 %   | 15.268  | 3,4 %   | 15.561   | 3,7 %    | 14.810   | 3,3 %    |
| Ukrainer | 26.405  | 23,3 %  | 6.130   | 2,5 %   | 7.988   | 2,8 %   | 11.214  | 2,9 %   | 12.078  | 3,0 %   | 13.755  | 3,2 %   | 9.091   | 2,0 %   | 5.856    | 1,4 %    | 2.810    | 0,6 %    |
| Andere | 6.415   | 5,7 %   | 6.313   | 2,6 %   | 7.289   | 2,6 %   | 11.198  | 2,9 %   | 13.939  | 3,4 %   | 18.752  | 4,3 %   | 26.355  | 5,9 %   | 14.093   | 3,3 %    | 43.0944  | 9,6 %    |
| Einwohner | 113.481 | 100 %   | 241.799 | 100 %   | 284.690 | 100 %   | 385.644 | 100 %   | 404.390 | 100 %   | 432.588 | 100 %   | 447.109 | 100 %   | 439.996  | 100 %    | 496.934  | 100 %    |
| 1 14.610 Personen konnten keiner Volksgruppe zugeteilt werden. Diese Leute verteilen sich vermutlich anteilmäßig gleich wie die ethnisch zugeschiedenen Einwohner. 2 50.304 Personen konnten keiner Volksgruppe zugeteilt werden. Diese Leute verteilen sich vermutlich anteilmäßig gleich wie die ethnisch zugeschiedenen Einwohner. 3 die Tscherkessen werden in Russland in Adygejer, Kabardiner, Schapsugen und Tscherkessen aufgeteilt 4 darunter 397 Kabardiner, 9 Schapsugen und 16.133 Tscherkessen |         |         |         |         |         |         |         |         |         |         |         |         |         |         |          |          |          |          |

## Geschichte

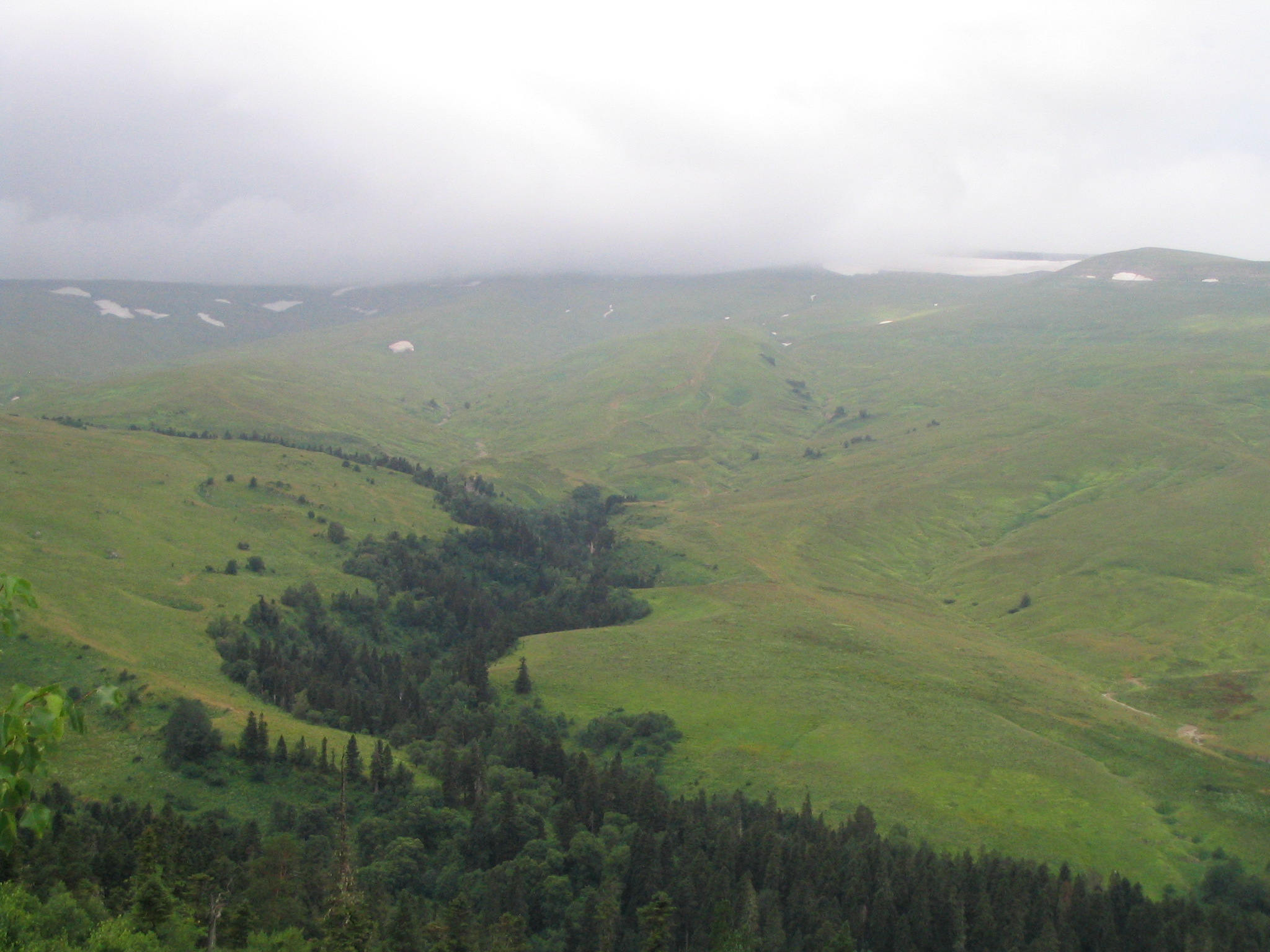
Lago-Naki

Die Gegend nördlich des Schwarzen Meers (Skythen) wurde an den Küsten bereits im 6. Jahrhundert von Byzanz aus christianisiert. Im Verlauf der nächsten Jahrhunderte trat dann auch der Rest der Tscherkessen nominell zum Christentum über. Dies geschah trotz der Herrschaft der Chasaren. Die Genuesen bauten mehrere Handelsplätze und Festungen in der Region der Tscherkessen. Nach dem Fall von Konstantinopel 1453 suchten einige Tscherkessen Hilfe in Russland, um sich gegen das Khanat der Krimtataren wehren zu können. Vom 16.–19. Jahrhundert traten die Adygejer allmählich zum Islam über.
Im 19. Jahrhundert gelang es den russischen Truppen nach dem jahrzehntelangen Kaukasuskrieg, am 21. Mai 1864 die Tscherkessen als letztes der nordkaukasischen Völker zu bezwingen. Hunderttausende wurden in der Folge in das Osmanische Reich vertrieben, dabei kamen zahlreiche Tscherkessen ums Leben. Der Jahrestag des 21. Mai 1864 wurde als offizieller Trauertag deklariert. Im Gegensatz zu den meisten anderen Republiken war Adygeja zu Zeiten der Sowjetunion keine Autonome Sozialistische Sowjetrepublik (ASSR), sondern ein Autonomer Kreis. 
Mit Auflösung der UdSSR 1991 wurde sie zur Republik erhoben. Republikoberhaupt war seit dem 13. Dezember 2006 Aslan Kitowitsch Tchakuschinow, Premierminister war Murat Karalbijewitsch Kumpilow. Am 12. Januar 2017 ernannte Wladimir Putin Kumpilow, der zuvor das Amt des Staatsratsvorsitzenden bekleidete, zum Interimsoberhaupt der Republik Adygeja. Am 10. September 2017 wurde er von Abgeordneten des Staatsrates offiziell zum Leiter der autonomen Republik gewählt. Noch im März 2016 wurde die Regelung der Wahl des Oberhaupts von Adygeja per Volksabstimmung vom örtlichen Parlament abgeschafft.

## Wirtschaft
Die natürlichen Gegebenheiten des Landes begünstigen die landwirtschaftliche Produktion. Auf den fruchtbaren Schwarzerdeböden werden vor allem Weizen, Sonnenblumen, Zuckerrüben und Mais, daneben auch Gemüse und Kartoffeln angebaut. In den Dörfern findet man Obstgärten, Walnuss- und Kastanienbäume sowie Erdbeerplantagen.
In kleineren Mengen werden Erdgas und Erdöl, Gold und weitere Edelmetalle gefördert und es wird Forstwirtschaft betrieben. Im Industriebezirk Maikop sind Holzverarbeitung, Maschinenbau, Chemie, Zementindustrie sowie Betriebe für die Verarbeitung landwirtschaftlicher Produkte wie Konservenfabriken, Weinkellereien, Milchverarbeitungswerke, Tabakfabriken usw. angesiedelt. Wie im gesamten Westkaukasus, spielt der Tourismus eine zunehmende wirtschaftliche Rolle.

## Verkehr
Die russischen Verwaltungsbezirke (Gebiete) sind alphabetisch geordnet. Deswegen bekam die autonome Republik Adygeja die Nr. 01, die man auch auf den Kfz-Kennzeichen findet.
Die Eisenbahnlinie von Armawir nach Sotschi durchquert das Gebiet der Republik Adygeja nördlich der Hauptstadt Maikop. Eine Zweigstrecke führt von Beloretschensk in der Nachbarregion Krasnodar über Maikop nach Kamennomostski (Stationsname Chadschoch, abgeleitet vom alten adygeischen Ortsnamen Хьэджыкъ). Im äußersten Nordwesten führt die Bahnstrecke Krasnodar – Krymsk durch das Gebiet von Adygeja.

## Kunst und Kultur
In der Republik Adygeja gibt es berühmte Waffenschmiede, die auch heute noch edle Handarbeiten (z. B. schmuckbesetzte und goldverzierte Säbel und traditionelle kaukasische große Messer) für den Export in den vorderen Orient anfertigen.
Intarsienarbeiten aus Marmor und Edelmetall sind die Domäne anderer Künstler dieser Region.

## Tourismus

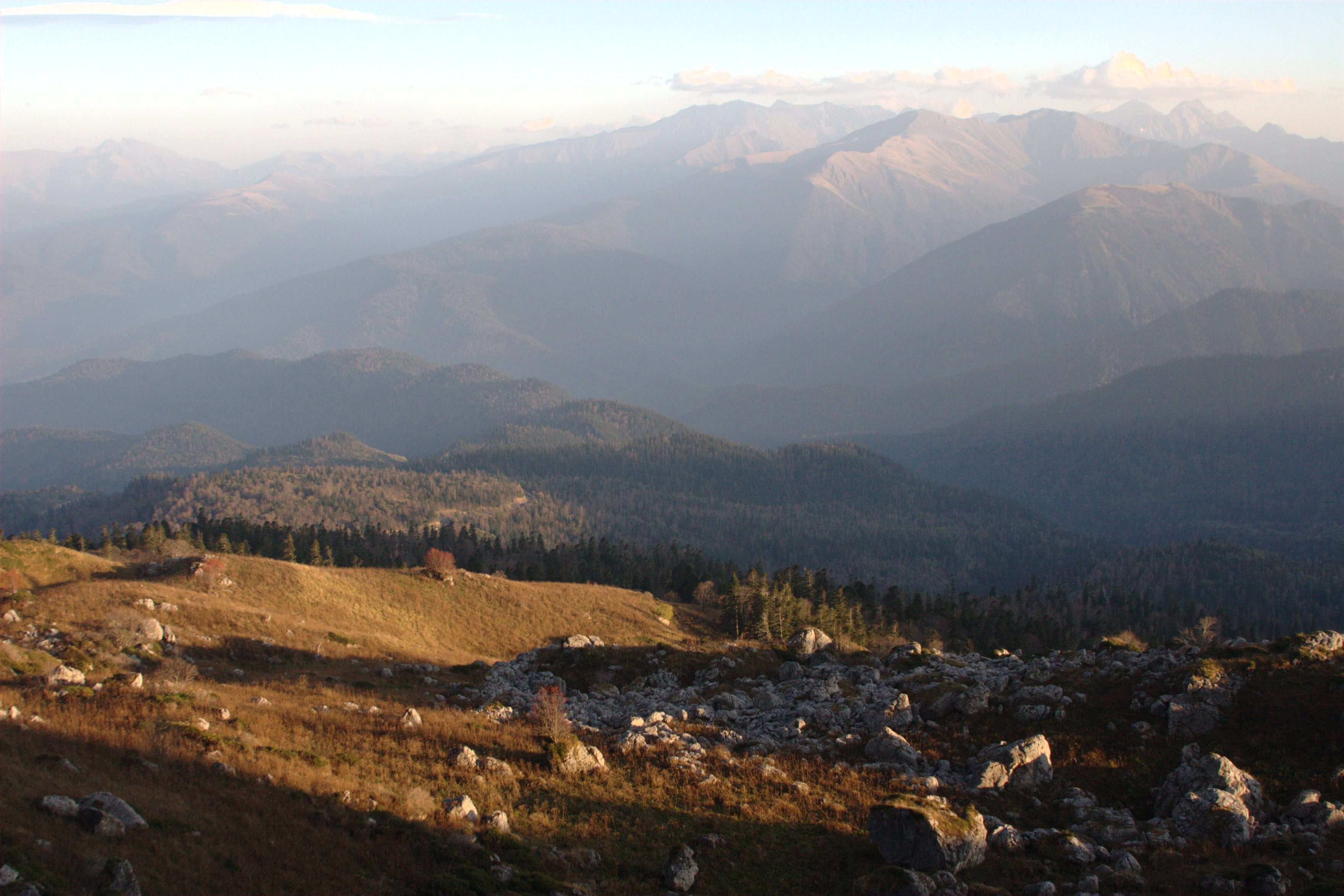
Berglandschaft

Lagonaki ist ein beliebtes Wintersportgebiet. Die Tourbasa Romantika unweit des Städtchens Kamennomostski bietet Reitpferde und Unterkunft. Wintersport und Wandertouren sind von dort aus möglich. Im Gebiet gibt es Schutzhütten, die allerdings ohne ortskundige Führung schwer zu finden sind. Die Ausschilderung ist bei weitem nicht so weit fortgeschritten wie beispielsweise in den Alpen.

## Persönlichkeiten
- Anatoli Beresowoi (1942–2014), Kosmonaut
- Mucharbi Kirschinow (* 1949), Gewichtheber
- Nikita Kutscherow (* 1993), Eishockeyspieler
- Aidamir Mugu (* 1990), Sänger
- Aslan Tchakuschinow (* 1947), Politiker
- Willi Iwanowitsch Tokarew (1934–2019), Musiker
- Konstantin Wassiljew (1942–1976), Maler